# Chiesa cattolica in Belgio
La Chiesa cattolica in Belgio è parte della Chiesa cattolica universale, sotto la guida spirituale del Papa e della Santa Sede.
Nel 2010 il 60% della popolazione si dichiara cattolica, pur essendo l'87% della popolazione nata in famiglie cattoliche. Nel 1980 si dichiaravano cattolici il 72% dei belgi, scesi al 68% nel 1990 e al 65% nel 2005.

## Storia

### Primo Ottocento

#### La situazione in Belgio dopo il Congresso di Vienna
Il Congresso di Vienna aveva unito Belgio e Paesi Bassi, con il nome di Regno Unito dei Paesi Bassi, sotto il monarca protestante Guglielmo I d'Orange-Nassau. Dal punto di vista religioso, nei Paesi Bassi vi era una maggioranza protestante ed una minoranza cattolica; mentre il Belgio era a maggioranza cattolica. In uno Stato religiosamente diviso, l'unica soluzione era la libertà e l'uguaglianza dei culti, così come venne imposta a Vienna. Ma mentre i cattolici olandesi considerarono la Costituzione del 1814 un progresso rispetto al passato, i cattolici belgi e soprattutto fiamminghi volevano che per le province meridionali venissero ristabiliti gli antichi privilegi (specialmente sull'insegnamento). Così, guidati dal focoso vescovo di Gand De Broglie, le autorità diocesane belghe condannarono l'indifferentismo della nuova Costituzione e vietarono ai cattolici di prestarvi giuramento.
Sorsero poi nuove difficoltà sulla ristrutturazione delle diocesi, sulla nomina dei vescovi, sulla libera formazione del clero (nel 1825 la Chiesa belga si oppose all'istituzione del collegio filosofico di Lovanio, perché sarebbe stato di controllo statale). In pratica il re attuava una politica vessatoria nei confronti dei cattolici (più per spirito regalista che anticattolico); in Belgio si era persuasi che il re volesse protestantizzare il paese. Nel 1827, al momento della firma del Concordato con i Paesi Bassi, tutte le diocesi erano vacanti tranne l'arcidiocesi di Malines.

#### La nascita del cattolicesimo liberale

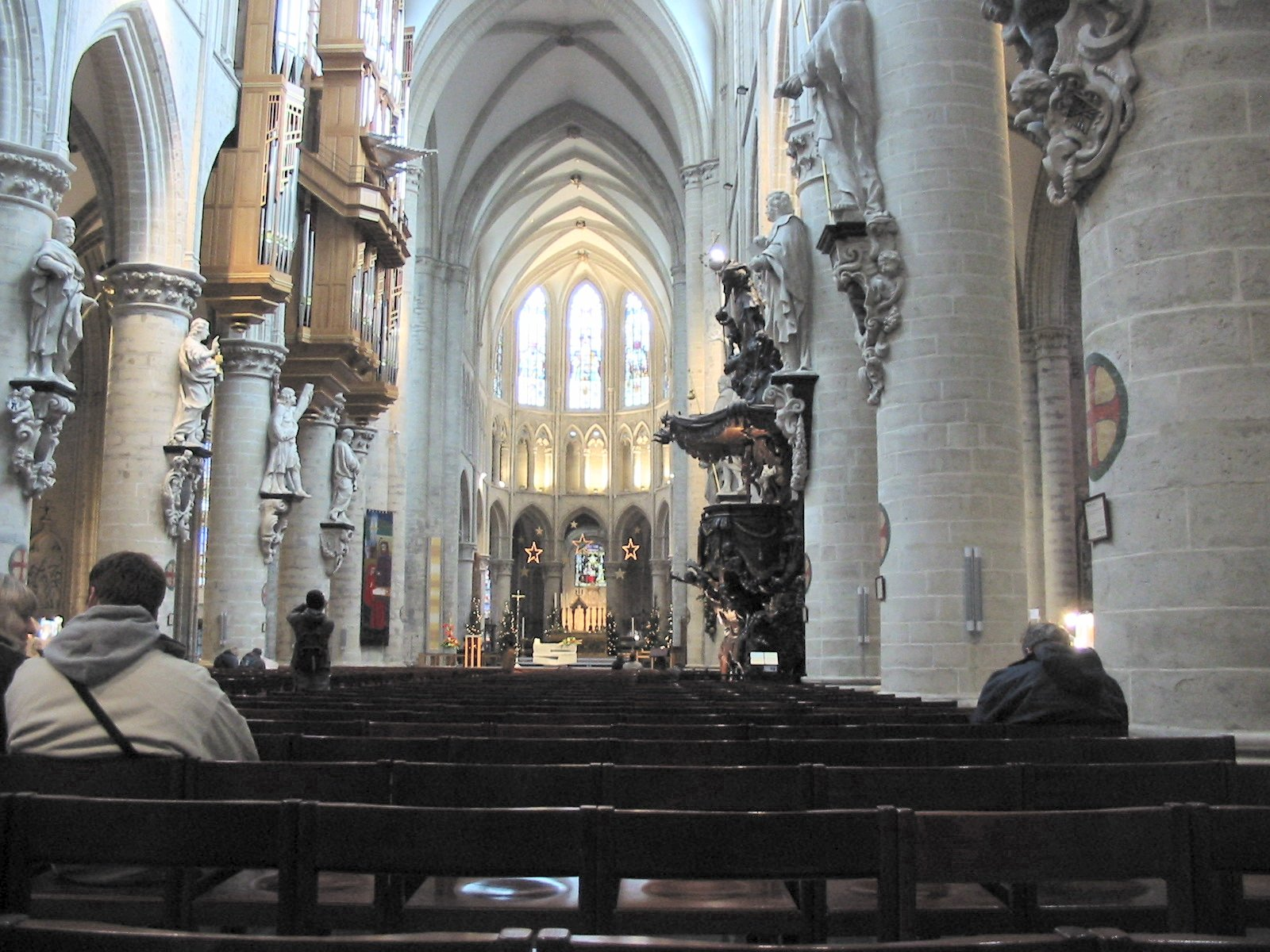
Concattedrale di San Michele e Santa Gudula, Bruxelles.

Nel Belgio si fa strada intanto una nuova mentalità, destinata a fare il giro dell'Europa con il nome di liberalismo cattolico. Giornali cattolici belgi si fanno portavoce di questa linea politica, vista con diffidenza a Roma, ma appoggiata dal Primate, l'arcivescovo De Méan (già ultimo principe-vescovo di Liegi), dal suo vicario e poi successore Sterckx, dal Van Bommel, dal De Ram (futuro rettore di Lovanio). Cattolici e liberali si trovarono così uniti contro la monarchia, i primi per difendere la libertà di insegnamento e la difesa del proprio culto, i secondi per la libertà di stampa e di effettiva rappresentanza in Parlamento. 
Benché contemporaneo dell'Avenir, tuttavia il liberalismo cattolico belga non adotterà mai i principi del giornale lamennesiano; è un liberalismo puramente tattico, giustificato dalle contingenze e dalla situazione di fatto. Si possono distinguere tre tendenze nel liberalismo cattolico belga:
- una minoranza che: condivide coi liberali l'entusiasmo per le grandi possibilità offerte dalla libertà dal punto di vista politico; inclina verso la repubblica; e rivendica una piena autonomia dei vescovi nel campo temporale;
- all'estremo opposto stanno i conservatori, unionisti solo per il momento, in attesa di restaurare la tradizione monarchica e la religione di Stato;
- fra i due schieramenti la cosiddetta "scuola di Malines", che non condivide interamente i principi del Lamennais, in quanto vuole combinare assieme i vantaggi del sistema liberale con quelli dell'ancien régime, nella convinzione che la libertà non deve escludere la protezione, né la protezione escludere la libertà.

#### Il Belgio indipendente
L'aver comunque fatto fronte unico rappresentò uno dei fattori decisivi per la vittoria della rivoluzione del 1830, che portò all'indipendenza del Belgio sotto un nuovo sovrano, il protestante Leopoldo I di Sassonia-Coburgo-Gotha. Nel congresso riunitosi per stabilire la nuova costituzione, l'arcivescovo De Méan scrisse una lettera a Roma, redatta dallo Sterckx, in cui non si chiedevano privilegi, ma libertà. Accanto a questa lettera, abbiamo anche l'opuscolo del De Ram, Considérations sur les libertés religieuses, largamente diffuso.
Di fatto la Costituzione belga riconobbe:
- la libertà religiosa e la libertà di culto pubblico
- che nessuno può essere costretto ad atti o cerimonie di culto
- che lo Stato non deve intervenire nella nomina dei ministri di qualsiasi culto né impedire la libera comunicazione con i superiori
- che il matrimonio civile precede quello religioso
- che l'insegnamento è libero
- che gli stipendi dei ministri della religione siano pagati dallo Stato (per compensare le confische subite durante la rivoluzione francese).

#### L'atteggiamento della Santa Sede
Roma dapprima fu diffidente verso la soluzione belga, poi, in seguito alla risposta dello Sterckx (non è vera e propria separazione, ma un modus vivendi che rappresenta la soluzione pratica migliore), mantenne il silenzio, anche dopo la Mirari vos.
Politicamente si susseguirono diversi cabinetti "unionisti" cattolico-liberali; religiosamente abbiamo lo sviluppo degli ordini religiosi, delle scuole, il riconoscimento dell'università di Malines voluta dall'episcopato, ma combattuta dai liberali e dal nunzio. Fu merito certamente del re e dello Sterckx, se la Chiesa poté realizzare quanto di meglio potesse.

### Novecento
Il Belgio ebbe un ruolo di protagonista nel movimento liturgico. Gli studiosi fanno risalire la nascita del movimento liturgico al congresso di Malines del 1909, in cui dom Lambert Beauduin (1873-1960), monaco dell'abbazia di Mont-César, presentò la sua relazione sulla partecipazione dei fedeli al culto cristiano. Mont-César era una delle abbazie in cui si era dato seguito alla restaurazione liturgica di dom Guéranger, oltre a dom Beauduin, vi erano presenti dom Bernard Botte (1883-1980) e dom Bernard Capelle (1884-1961), che organizzarono le "Settimane liturgiche" e diedero vita ad alcune pubblicazioni, fra cui la rivista Questions liturgiques et paroissiales. Dal punto di vista pratico dom Beauduin chiese al cardinale Désiré-Joseph Mercier, arcivescovo di Malines, di richiedere a Roma il permesso di una messa dialogata, in cui i fedeli potessero a voce alta associarsi alle risposte date dai ministranti nella Messa bassa. Papa Pio X con il motu proprio Abhinc duos annos del 23 ottobre 1913 sembrò voler raccogliere parte delle istanze del movimento liturgico, esponendo la volontà di completare la riforma del breviario e di «disporre meglio numerosi punti della liturgia».
Le iniziative di Mont-César trovarono eco in altre abbazie benedettine in Europa: nello stesso Belgio dom Gaspar Lefebvre dell'abbazia di Saint-André-lez-Bruges pubblicò un Missel vespéral romain che ebbe molte edizioni.
Negli anni Cinquanta emerge una divergenza tra una parte del movimento liturgico più legata all'impostazione di dom Guéranger, che ha come centro d'irradiazione l'abbazia di Solesmes in Francia e una parte più riformatrice che fa capo al Belgio e in particolare all'abbazia di Mont-César.
Papa Pio XII con l'enciclica Mediator Dei del 20 novembre 1947 condannò alcuni abusi che erano stati attuati dal movimento liturgico, fra cui il ritorno alla fonti antiche al di là dei riti introdotti dalla Chiesa nel corso dei secoli, le celebrazioni in lingua volgare, la soppressione di alcuni brani dalla Sacra Scrittura, l'abolizione del colore liturgico nero, la sostituzione dell'altare con una tavola, l'eliminazione di immagini e statue di santi. Dom Botte reagì bloccando le iniziative per evitare la condanna della Congregazione dei Riti, ma si riservò di preparare in privato dei progetti di riforma che gli episcopati avrebbero dovuto presentare a Roma. Per avere successo questi progetti dovevano essere coordinati in riunioni internazionali. Un primo congresso internazionale si svolse a Lugano nel 1953, un altro si svolse ad Assisi nel 1956. Alle riunioni internazionali partecipavano vescovi, professori e liturgisti e venivano discussi temi come l'orientamento dell'altare, la soppressione dell'offertorio, perché doppione della consacrazione, l'introduzione delle lingue nazionali, la concelebrazione La concelebrazione era stata oggetto di celebrazioni abusive, fra cui le quasi-concelebrazioni di dom Casel, nelle quali i sacerdoti assistevano alla messa disposti in semicerchio davanti all'altare e prendevano la comunione dalla sua mano e le concelebrazioni selvagge, fra cui quelle della parrocchia pilota di La Bouverie nella diocesi di Tournai in cui i sacerdoti pronunciavano contemporaneamente le parole della consacrazione.

## Organizzazione ecclesiastica
La Chiesa cattolica in Belgio è organizzata in un'unica provincia ecclesiastica, quella di Malines-Bruxelles, con 7 diocesi suffraganee.
- Arcidiocesi di Malines-Bruxelles, il cui arcivescovo ha il titolo di primate del Belgio, con le suffraganee:
  - Diocesi di Anversa
  - Diocesi di Bruges
  - Diocesi di Gent
  - Diocesi di Hasselt
  - Diocesi di Liegi
  - Diocesi di Namur
  - Diocesi di Tournai
- Ordinariato militare

## Conferenza episcopale
Elenco dei presidenti della Conferenza episcopale del Belgio:
- Cardinale Jozef-Ernest Van Roey (1958 - 6 agosto 1961)
- Cardinale Leo Jozef Suenens (24 novembre 1961 - 4 ottobre 1979)
- Cardinale Godfried Danneels (19 dicembre 1979 - 18 gennaio 2010)
- Arcivescovo André-Joseph Léonard (27 febbraio 2010 - 6 novembre 2015)
- Cardinale Jozef De Kesel (26 aprile 2016 - 3 settembre 2023)
- Arcivescovo Luc Terlinden, dal 12 ottobre 2023

Elenco dei segretari generali della Conferenza episcopale del Belgio:
- Monsignore Herman Cosijns, dal 1º settembre 2011

## Luoghi della cattolicità

### Santuari

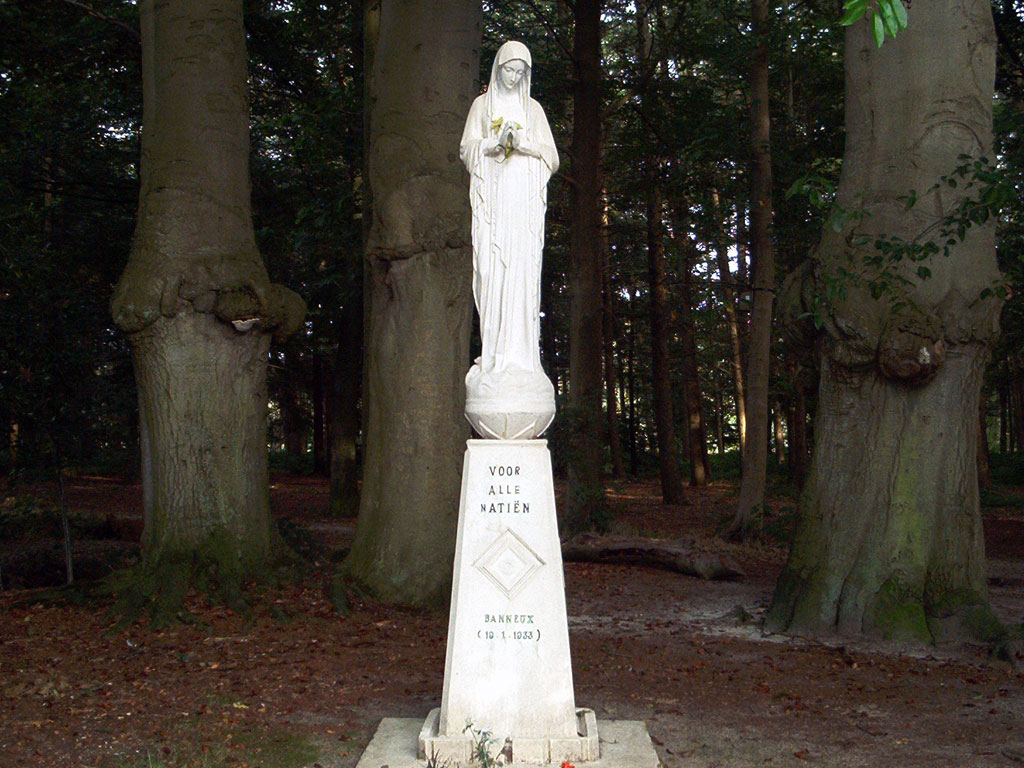
Statua della Vergine nel santuario di Banneux

Il santuario mariano più famoso è quello della Vergine dei Poveri di Banneux. In questo villaggio, vicino a Liegi, la Vergine apparve ad una bambina undicenne per otto volte dal 15 gennaio al 2 marzo 1933. A differenza della maggior parte dei santuari, a Banneux c'è solo una piccola cappella e le celebrazioni si svolgono di regola all'esterno. Accorrono qui circa un milione di pellegrini ogni anno. Maria è venerata a Banneux con il titolo di Signora dei Poveri.
Altri santuari belgi sono:
- Il santuario di Nostra Signora del Biancospino

a Beauring, vicino a Namur, dove ci furono altre apparizioni appena prima di quelle di Banneux.
- Il santuario di Nostra Signora di Halle

fra Mons e Bruxelles, ritenuto il santuario nazionale del Belgio, dove dal 1257 si custodisce un simulacro della Vergine donato da sant'Elisabetta d'Ungheria a Matilde di Brabante, figlia di Enrico I.
- Il santuario di Scherpenheuvel

esistente già prima del XIII secolo, non lontano da Lovanio, vanta una bella chiesa barocca

### Beghinaggi

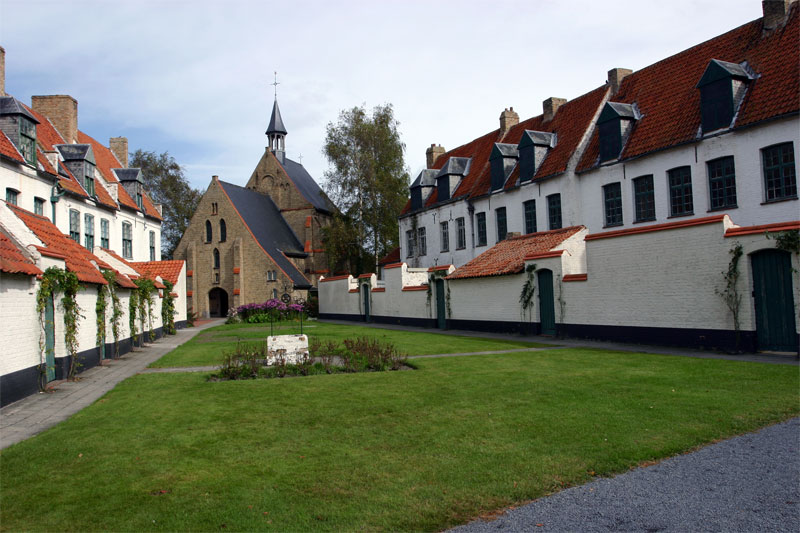
Il beghinaggio di Diksmuide

In moltissime città del Belgio, soprattutto nelle Fiandre, sorgono uno o più beghinaggi, piccole città nelle città, circondate da mura, dove le beghine si ritiravano per una vita di meditazione e di preghiera, ma soprattutto di fattiva carità. Non si trattava di veri e propri monasteri, ma di comunità di laiche (fra le quali molte vedove), che ricevevano una piccola abitazione a titolo gratuito.

## Prassi religiosa

### Devozione popolare
- A Bruges è venerata la reliquia del Preziosissimo Sangue di Cristo, che viene portata in solenne processione il giorno dell'Ascensione.